# Davisia longifilus
Davisia longifilus is een microscopische parasiet uit de familie Sinuolineidae. Davisia longifilus werd in 2003 beschreven door Aseeva. 